# Антрелак (Савоя)
Антрелак (фр. Entrelacs) — муніципалітет у Франції, у регіоні Овернь-Рона-Альпи, департамент Савоя. Антрелак утворено 1 січня 2016 року шляхом злиття муніципалітетів Альбан, Сессан, Еперсі, Моньяр, Сен-Жермен-ла-Шамботт i Сен-Жиро. Адміністративним центром муніципалітету є Альбан. Населення — 6329 осіб (01.01.2021).